# José Armesto
José Francisco Armesto Faginas (Tuy, 5 de octubre de 1945 - Vigo, 3 de noviembre de 2006) fue un escritor y periodista español.

## Biografía
Formado en la Escuela Oficial de Periodismo de Madrid, se licenció después en Ciencias de la Información por la Universidad Complutense de Madrid. También estudio historia, doctorándose en Historia Contemporánea Española. Empezó trabajando con colaboraciones en los diarios madrileños (Pueblo y Madrid). De vuelta a Galicia, trabajó como corresponsal del diario catalán La Vanguardia, redactor en El Pueblo Gallego, La Voz de Galicia y Faro de Vigo, diario este último en el que fue nombrado director en 1978 en sustitución de Xosé Landeira Yrago. En 1986 le sustituyó al frente de la dirección el asturiano Ceferino de Blas.
Como escritor destacó sobre todas sus obras la biografía que hizo de Álvaro Cunqueiro (Cunqueiro. Unha biografía, 1987. Ediciones Xerais) por el que obtuvo el Premio de la Crítica de Galicia en 1988 y con el que fue finalista en el Premio Nacional de Literatura en la modalidad de ensayo.